# حاجبية
الحَاجِبِيَّة أو الأُفْرِيس أو الأوفريس (باللاتينية: Ophrys) جنس نباتي ينتمي إلى الفصيلة السحلبية. يضم هذا الجنس 159 نوعا مقبولا و318 نوعا لم يحسم وضعها بعد. كثير منها واطنة في الوطن العربي، وتنتشر أنواعه عموما في منطقة حوض البحر الأبيض المتوسط.

## التسمية
الأوفريس هي كلمة أصلها من اللغة اليونانية.

## من أنواعه الواطنة في الوطن العربي
1. الحاجبية الصفراء (باللاتينية: Ophrys lutea) ويتبعه:
حاجبية صفراء نمطية (باللاتينية: Ophrys lutea subsp. lutea) في بلاد الشام
حاجبية صفراء جليلية (باللاتينية: Ophrys lutea subsp. galilaea) في بلاد الشام
2. الحاجبية صفراء الهوامش (باللاتينية: Ophrys flavomarginata) في بلاد الشام
3. الحاجبية الأطلسية (باللاتينية: Ophrys atlantica) في المغرب العربي
4. الحاجبية الأوميغية (باللاتينية: Ophrys omegaifera) ويتبعه:
حاجبية أوميغية إسرائيلية (باللاتينية: Ophrys omegaifera subsp. israelitica) في بلاد الشام
حاجبية أوميغية لفليشمان (باللاتينية: Ophrys omegaifera subsp. fleischmannii) في بلاد الشام
5. الحاجببية البنية (باللاتينية: Ophrys fusca) ويتبعه:
حاجبية بنية نمطية (باللاتينية: Ophrys fusca Link subsp. fusca) في بلاد الشام
حاجبية بنية نمطية رمادية الأوراق (باللاتينية: Ophrys fusca subsp. cinereophila) في بلاد الشام
حاجبية بنية نمطية سوسنية (باللاتينية: Ophrys fusca subsp. iricolor) في بلاد الشام
حاجبية بنية نمطية شاحبة (باللاتينية: Ophrys fusca subsp. pallida (Raf.) E. G. Camus) في المغرب العربي
6. الحاجبية الداكنة (باللاتينية: Ophrys argolica) في بلاد الشام وبعض مناطق شمال حوض البحر الأبيض المتوسط
7. الحاجبية الدبورية (باللاتينية: Ophrys sphegodes) ويتبعه:
حاجبية دبورية لشبرونر (باللاتينية: Ophrys sphegodes subsp. spruneri) في بلاد الشام
حاجبية دبورية ماموزية (باللاتينية: Ophrys sphegodes subsp. mammosa) في بلاد الشام
8. حاجبية راينهولد (باللاتينية: Ophrys reinholdii) في بلاد الشام
9. حاجبية فضية (باللاتينية: Ophrys argolica) في بلاد الشام
10. حاجبية قيليقية (باللاتينية: Ophrys cilicica) في بلاد الشام
11. حاجبية لاذقانية (باللاتينية: Ophrys latakiana) في بلاد الشام
12. الحاجبية متأخرة  الإزهار (باللاتينية: Ophrys fuciflora) ويتبعه:
حاجبية متأخرة الإزهار لبورنمويلر (باللاتينية: Ophrys fuciflora subsp. bornmuelleri) في بلاد الشام
حاجبية متأخرة الإزهار نمطية (باللاتينية: Ophrys fuciflora subsp. fuciflora) في بلاد الشام
13. حاجبية المرآة (باللاتينية: Ophrys speculum) ويتبعه:
حاجبية المرآة البرتغالية (باللاتينية: Ophrys speculum subsp. lusitanica) في بلاد الشام
حاجبية المرآة النمطية (باللاتينية: Ophrys speculum subsp. speculum) في بلاد الشام
14. حاجبية مظلية (باللاتينية: Ophrys umbilicata) في بلاد الشام
15. الحاجبية النحلية (باللاتينية: Ophrys apifera) في بلاد الشام والمغرب العربي وتركيا والقوقاز ومعظم مناطق أوروبا

## من أنواعه الأخرى
1. حاجبية حذوة الحصان (باللاتينية: Ophrys ferrum-equinum) في البلقان وتركيا